# Ютіка (Міннесота)
Ютіка (англ. Utica) — місто (англ. city) в США, в окрузі Вінона штату Міннесота. Населення — 266 осіб (2020).

## Географія
Ютіка розташована за координатами 43°58′39″ пн. ш. 91°56′58″ зх. д. / 43.97750° пн. ш. 91.94944° зх. д. (43.977405, -91.949487).  За даними Бюро перепису населення США в 2010 році місто мало площу 2,40 км², уся площа — суходіл. В 2017 році площа становила 2,56 км², уся площа — суходіл.

## Демографія
Згідно з переписом 2010 року, у місті мешкала 291 особа в 105 домогосподарствах у складі 71 родини. Густота населення становила 121 особа/км².  Було 109 помешкань (45/км²).
Расовий склад населення:
| - 95,9 % — білих - 1,7 % — корінних американців |

До двох чи більше рас належало 2,4 %. Частка іспаномовних становила 3,4 % від усіх жителів.
За віковим діапазоном населення розподілялося таким чином: 27,8 % — особи молодші 18 років, 63,3 % — особи у віці 18—64 років, 8,9 % — особи у віці 65 років та старші. Медіана віку мешканця становила 34,4 року. На 100 осіб жіночої статі у місті припадало 115,6 чоловіків;  на 100 жінок у віці від 18 років та старших — 121,1 чоловіків також старших 18 років.
Середній дохід на одне домашнє господарство  становив 62 714 долари США (медіана — 58 750), а середній дохід на одну сім'ю — 76 423 долари (медіана — 70 000). За межею бідності перебувало 9,7 % осіб, у тому числі 15,2 % дітей у віці до 18 років та 4,5 % осіб у віці 65 років та старших.
Цивільне працевлаштоване населення становило 176 осіб. Основні галузі зайнятості: освіта, охорона здоров'я та соціальна допомога — 22,2 %, виробництво — 20,5 %, будівництво — 16,5 %, роздрібна торгівля — 15,3 %.